# Armand Moock
Armand Moock (Brussel, 26 februari 1919  - 26 december 1985) was een Belgisch volksvertegenwoordiger.

## Levensloop
Moock was bureauchef op de dienst bevolking van Sint-Jans-Molenbeek en vervolgens OCMW-secretaris van de gemeente. Tijdens de Tweede Wereldoorlog was hij oorlogsvrijwilliger.
In 1974 werd hij voor de PSB verkozen tot lid van de Kamer van volksvertegenwoordigers voor het arrondissement Brussel en vervulde dit mandaat tot in 1981. Hij zetelde tevens in de Cultuurraad voor de Franse Cultuurgemeenschap en opvolger de Raad van de Franse Gemeenschap.
Hij was eveneens lid van de Raadgevende Interparlementaire Beneluxraad.